# اروندو (سیریک)
اروندو (ترکی استانبولی: Üründü) یک محله در ترکیه است که در ناحیهٔ سریک، آنتالیا واقع شده است. جمعیت این محله تا سال ۲۰۲۲ برابر با ۷۹۵ نفر بوده است.